# Argyractis ulfridalis
Argyractis ulfridalis là một loài bướm đêm trong họ Crambidae.